# George Pardee
George Cooper Pardee, född 25 juli 1857 i San Francisco, död 1 september 1941 i Oakland, var en amerikansk läkare och republikansk politiker. Han var den 21:a guvernören i delstaten Kalifornien 1903-1907.

## Biografi
Pardee var borgmästare i Oakland 1893-1895. Som guvernör arbetade han för att få ett slut på pesten vars existens företrädaren Henry Gage hade förnekat. Pardee hade nytta av sina medicinska kunskaper i kampanjen mot pesten. Jordbävningen i San Francisco 1906 var den mest betydande händelsen under Pardees tid som guvernör.